# Weekly Shonen Jump
Weekly Shōnen Jump (週刊少年ジャンプ Shūkan Shōnen Janpu)
er et ugentlig shonen manga antologi udgivet i Japan af Shueisha i Jump magasin serien. Det er det bedst sælgende manga magasin, , samt et af de længste; den første udgave blev udgivet d. 2 juli, 1968. Manga-serien i bladet er rettet mod unge mandlige læsere og har tendens til at bestå af en lang række action - scener og en rimelig mængde af komedie. Kapitel i serien, der kører i den Ugentlige Shōnen Jump er indsamlet og offentliggjort i tankōbon bind under "Jump Comics".
I midten af 1980'erne til midten af 1990'erne repræsenterer en æra, hvor magasinets omsætning var på sit højeste (6.53 mio.), som er kendt som "Golden Age of Jump". Men siden da har oplevet en drastisk tilbagegang og havde en omsætning på 2,4 millioner eksemplarer i begyndelsen af 2015.
Weekly Shōnen Jump har to søster magasiner kaldet JUMP SQ og Saikyō Jump. Bladet har også haft flere internationale samarbejdspartnere, herunder den nuværende nordamerikanske Weekly Shonen Jump.

## Historie
Weekly Shōnen Jump blev lanceret af Shueisha d. 2 juli 1968 for at konkurrere med de allerede succesfulde Weekly Shōnen Magasin og Weekly Shonen Sunday. Weekly Shōnen Jump's søster offentliggørelse var et manga-magasin kaldet Shōnen Book, som oprindeligt var en mandlig udgave af shōjo manga antologien Shōjo Book. Men Weekly Shōnen Jump blev oprindeligt kaldt Shōnen Jump, da det oprindeligt var et semi-weekly magasin.
På grund af Jordskælvet ved Sendai i 2011, blev issue 15 af 2011 forsinket i nogle områder af Japan. Til gengæld har Shueisha offentliggjort de serier, som indgår i dette issue, gratis, på sin hjemmeside fra 23 Marts til 27 April.2 (ジャンプコミックス Janpu Comikkusu)